# Пршибислав
Пршибислав — місто в окрузі Гавличкув-Брод у Чехії. Населення становить близько 4000 осіб. Історичний центр міста добре збережений і охороняється законом як міська пам'ятна зона.
Висота над рівнем моря: 475 м
Площа: 35,32 км²
Населення: 3 991 (1 січ. 2020 р.)
Мікрорайони: Hřiště, Poříčí, Utín, Hesov, Dvorek